# Бакинское нефтяное общество

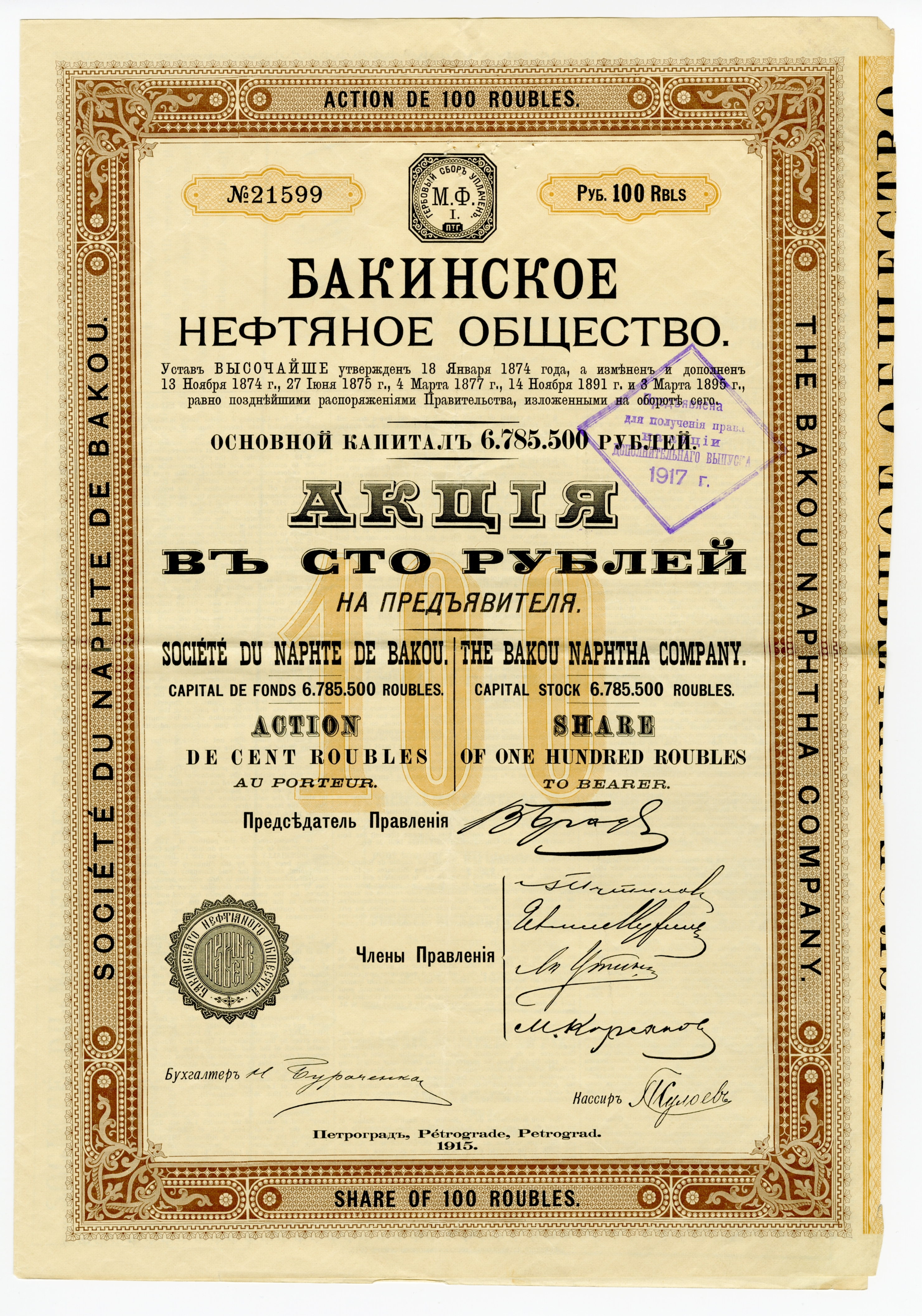
Акция в сто руб. на предъявителя Бакинского нефтяного общества. Петроград, 1915 г.

Созданию «Бакинского нефтяного общества» (БНО) предшествовала семнадцатилетняя деятельность «Закаспийского торгового товарищества», основанного в 1857 г. и ставшего по существу фундаментом первой российской акционерной компании в отрасли. Именно успешная деятельность этого товарищества и стала началом отсчета нового важнейшего этапа развития отечественной нефтяной промышленности — перехода от мануфактурной стадии к машинному производству.

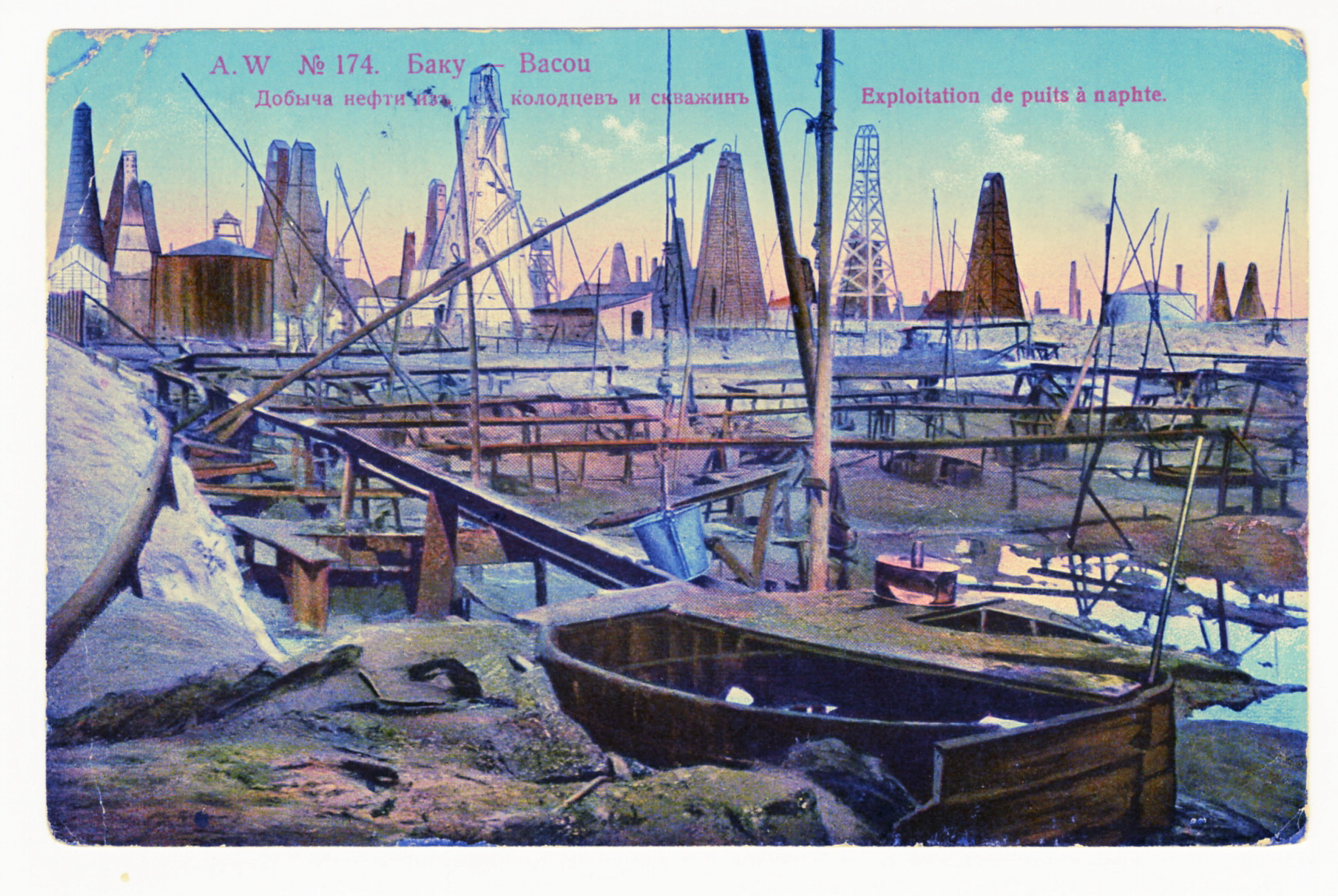
Российская империя, г. Баку. Добыча нефти из колодцев и скважин. Открытка почтовая, конец XIX в.

Обострение конкурентной борьбы среди нефтепромышленных компаний в последней трети XIX века привело основных пайщиков «Закаспийского торгового товарищества» крупных российских промышленников и меценатов Василия Кокорева и Петра Губонина к осознанию необходимости создания крупного акционерного общества, способного охватить весь спектр нефтяного дела — добычу нефти, производство нефтепродуктов, а также их реализацию.
В конце 1873 г. они приступили к созданию «Бакинского нефтяного общества». Василий Кокорев выпускает брошюру "Пояснительная записка к Уставу «Бакинского нефтяного общества» (1874), где убедительно обосновывает преимущества концентрации капитала для успешного ведения промышленной добычи нефти, производства и реализации нефтепродуктов.
И, наконец, 18 (30) января 1874 г. состоялось долгожданное «высочайшее» решение по учреждению первой акционерной вертикально интегрированной нефтяной компании с первоначальным капиталом 2 млн. руб. (к 1915 году составлял 7,785 млн. руб.). Ее учредителями стали статский советник П.И. Губониным и коммерции советник В.А. Кокоревым.
9 июня 1874 г. в Санкт-Петербурге состоялось первое общее собрание акционеров, и ровно через месяц компания официально начинает свою деятельность.
В 1875 г. БНО располагало десятью скважинами на Балаханском нефтяном промысле глубиной от 23 до 35 саженей и с суточным дебитом от 600 до 10 тыс. пудов. Как явствует из отчета БНО за первый финансовый год (с 1 июля 1874 г. по 1 апреля 1875 г.), в сектор нефтепереработки компании вошли: «завод со всеми принадлежащими к нему зданиями, аппаратами, машинами и сходящим из земли горючим газом стоимостью 1 млн 200 тыс. рублей; стоимость нового отделения, находящегося в постройке и находящегося инвентаря, принята в 13 тыс. 669 рублей». 

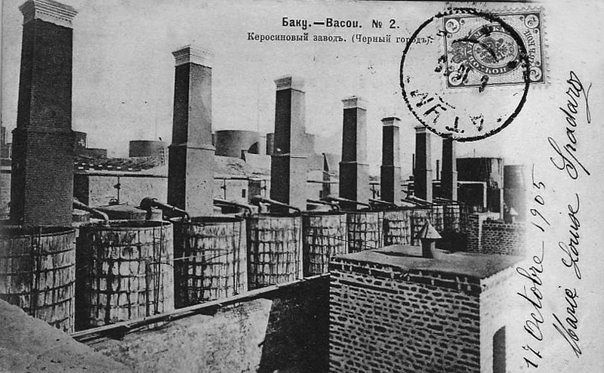
Российская империя, г. Баку. Керосиновый завод. Открытка почтовая, начало XX.в.

Транспортный сектор БНО охватывал флотилию, базировавшуюся на пристани Зых и состоявшую из шести парусных шхун, парохода «Артельщик» и пяти барж. В Баку также имелся свой причал, где находились шхуна и баржа для перевозки нефтяных остатков. В 1875 г. в Царицыне были построены парусная шхуна «Василий», кусовая лодка и пять барж, а также приобретена паровая шхуна «Транзунд».
Сбытовой сектор общества включал в себя Бакинскую контору, 11 агентств и четыре «комиссионерства». Агентства вместе со зданиями и складскими помещениями располагались в Москве, Саратове, Самаре, Царицыне, Казани, Симбирске, Сарапуле, Перми, Нижнем Новгороде, Ярославле, Астрахани. «Комиссионерства» БНО действовали в Рыбинске, Пензе, Вологде, Вятке. Только в Москве БНО построило шесть складов на арендованной земле площадью 2 десятины 700 квадратных саженей и общей вместимостью 3500 бочек. Московское агентство держало весьма популярный у москвичей магазин для розничной продажи нефтепродуктов.
В 1899 г. общая добыча нефти БНО составила 23 млн 464 тыс. пудов, уступая лидеру — учрежденному двадцатью годами ранее «Товариществу братьев Нобель» по этому показателю почти в четыре раза. 
Чистая прибыль за 1913 год – 4,881 млн. руб.. Компании принадлежало: нефтяные промыслы в Балаханах, Сабунчах и Биби-Эйбате, морская пристань с резервуарами для хранения нефти, нефтеперегонный завод в Сураханах, 2 наливные станции. Так же владело земельными участками в Кубанской области. В 1909-1911 гг. для совместного приобретения и разработки новых нефтеносных земель, совместно с «Бранобель» и другими нефтепромышленными предприятиями участвовало в создании Общества «Колхида» (доля составила 15%).
К 1914 г. «Бакинское нефтяное общество» снизило свой основной капитал до 678 тыс. 550 рублей. Фонд эксплуатационных скважин насчитывал 299 единиц. Годовая добыча составляла 25 млн пудов нефти (4,4 % общероссийской добычи). К 1917 году стоимость всего имущества Общества превышала 19 млн. руб., на объектах было занято более 3,5 тыс. рабочих.
Через шесть дней после Октябрьской революции 1917 г., 31 октября 1917 Бакинский Совет рабочих и военных депутатов первым в Закавказье вынес решение об установлении советской власти в губернии. А через семь месяцев, 1 июня 1918 г., на основании телеграммы Наркома по делам национальностей И. В. Сталина Бакинский Совнарком принял Декрет о национализации всей нефтяной промышленности. Все имущество БНО перешло в руки новой власти, и на этом закончилась история старейшей российской нефтяной компании. После установления Советской власти в Азербайджане предприятия бывшего БНО были национализированы декретом Азревкома от 27 мая 1920 года.